# Villa Eichstätter Straße 10

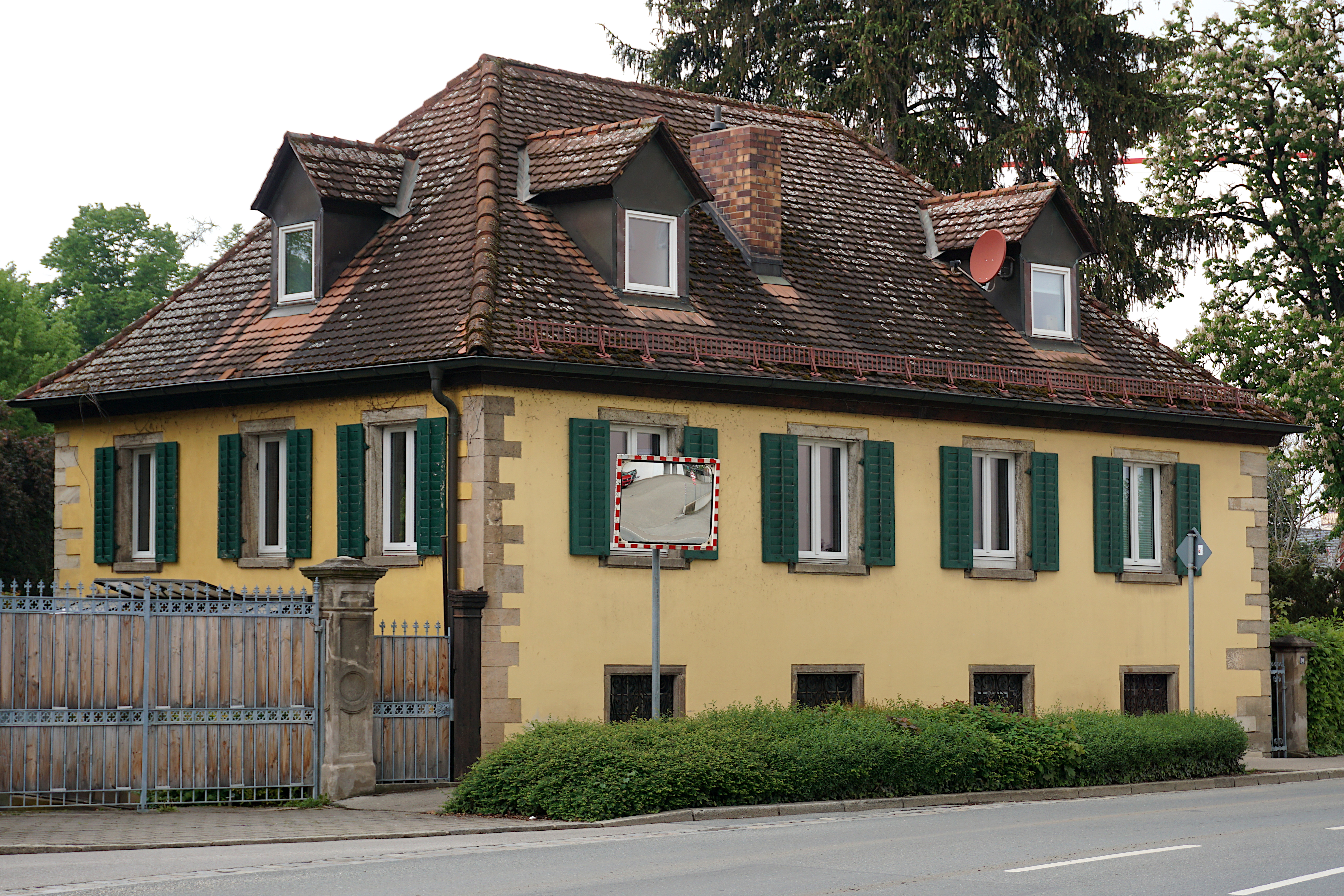

Das Gebäude Eichstätter Straße 10 ist eine Gartenvilla und ein Wohngebäude in Weißenburg in Bayern, einer Großen Kreisstadt im mittelfränkischen Landkreis Weißenburg-Gunzenhausen. Das Gebäude ist unter der Denkmalnummer D-5-77-177-127 als Baudenkmal in die Bayerische Denkmalliste eingetragen.
Das Gebäude befindet sich auf einer Höhe von 430 Metern über NHN östlich der denkmalgeschützten Altstadt Weißenburgs. In der Nachbarschaft befinden sich die Villa Pflaumer, die Stichvilla und die Villa Raab.
Das Gebäude wurde 1857 errichtet. Das Bauwerk entstand wie zahlreiche andere Villen im Weißenburger Stadtgebiet, als im Zuge der Industrialisierung reichere Familien am Rande der Altstadt Villen errichteten. Das Bauwerk ist ein zweigeschossiger Walmdachbau. Zum Gebäude gehört ein kleines Nebenhaus, ein zur gleichen Zeit errichteter, eingeschossiger Satteldachbau. Die Gartenanlage ist wie das Gartentor ebenfalls denkmalgeschützt und stammt aus der zweiten Hälfte des 19. Jahrhunderts.